# Петров Володимир Миколайович (співак)
Володимир Миколайович Петров (рос. Владимир Николаевич Петров; 06 лютого 1926, Москва — 2011, там само) — радянський оперний співак (тенор), народний артист РРФСР.

## Біографія
Володимир Миколайович Петров народився 6 лютого 1926 року у Москві. У 1945—1950 роках був солістом військового ансамблю пісні та танцю. В 1956 закінчив Московську консерваторію за класом співу (педагог С. П. Юдін).
У 1956—1984 роках був солістом Державного академічного Большого театру.
У 1962—1963 роках стажувався в Центрі вдосконалення оперних співаків при театрі «Ла Скала».
Помер у 2011 році, похований у Москві на Новодівичому кладовищі (8 дільниця) поряд із батьками.

### Родина
Батько: Микола Петров (1894—1961).
Мати: Адельфіна Федорівна Петрова (1904—1982).

## Нагороди і звання
- Заслужений артист РРФСР (28.03.1968).
- Народний артист РРФСР (25.05.1976).